# Cheung Ka Wai
Cheung Ka Wai ( chiń. 張家瑋; ur. 17 lutego 1999 w Hongkongu), znany również jako Ka Wai Cheung - profesjonalny gracz w snookera pochodzący z Hongkongu. W lutym 2024 r. wygrał turniej WSF Open Championship 2024, zdobywając dwuletnią kartę wstępu na World Snooker Tour od sezonu 2024/25.

## Kariera

### Amator
W 2015 roku Cheung wygrał Mistrzostwa Świata IBSF U-18 w Snookerze. 4 marca 2015 roku ogłoszono, że Cheung został zaproszony do gry w eliminacjach do Mistrzostw Świata w Snookerze 2016.
W 2022 roku Cheung zdobył złoty medal na Igrzyskach Światowych w Birmingham w Alabamie, pokonując w finale Abdelrahmana Shahina 3–1.

## Harmonogram wyników i rankingów
| Ranking                    | [ i ]         | [ i ]         | [ i ]         | [ ii ]        | 80            |
| Turnieje rankingowe        |               |               |               |               |               |
| Championship League        | nierankingowy | nierankingowy | A             | RR            | RR            |
| Saudi Arabia Masters       | nie rozegrano | nie rozegrano | nie rozegrano | 2R            |               |
| Wuhan Open                 | nie rozegrano | nie rozegrano | A             | 1R            | LQ            |
| English Open               | NH            | A             | A             | LQ            |               |
| British Open               | nie rozegrano | nie rozegrano | A             | 1R            |               |
| Xi'an Grand Prix           | nie rozegrano | nie rozegrano | nie rozegrano | LQ            |               |
| Northern Ireland Open      | NH            | A             | A             | LQ            |               |
| International Championship | A             | A             | A             | LQ            |               |
| UK Championship            | A             | A             | A             | LQ            |               |
| Shoot Out                  | NR            | A             | A             | 1R            |               |
| Scottish Open              | NH            | A             | A             | LQ            |               |
| German Masters             | A             | A             | A             | 1R            |               |
| World Grand Prix           | DNQ           | DNQ           | DNQ           | DNQ           |               |
| Players Championship       | DNQ           | DNQ           | DNQ           | DNQ           |               |
| Welsh Open                 | A             | A             | A             | LQ            |               |
| World Open                 | NH            | A             | A             | LQ            |               |
| Tour Championship          | NH            | DNQ           | DNQ           | DNQ           |               |
| World Championship         | LQ            | A             | LQ            | LQ            |               |
| Dawne turnieje rankingowe  |               |               |               |               |               |
| Paul Hunter Classic        | MR            | LQ            | nie rozegrano | nie rozegrano | nie rozegrano |

1. 1 2 3  Był amatorem.
2. ↑  Nowi gracze w Tourze nie mają rankingu.

| Legenda tabeli wyników              | Legenda tabeli wyników       | Legenda tabeli wyników                     | Legenda tabeli wyników                                                              | Legenda tabeli wyników                     | Legenda tabeli wyników                     |
| ----------------------------------- | ---------------------------- | ------------------------------------------ | ----------------------------------------------------------------------------------- | ------------------------------------------ | ------------------------------------------ |
| LQ                                  | odpadnięcie w kwalifikacjach | #R                                         | odpadnięcie we wczesnej fazie turnieju (WR = runda dzikich kart, RR = faza grupowa) | QF                                         | przegrana w ćwierćfinale                   |
| SF                                  | przegrana w półfinale        | F                                          | przegrana w finale                                                                  | W                                          | zwycięstwo                                 |
| DNQ                                 | nie zakwalifikował/a się     | A                                          | nie brał/a udziału                                                                  | WD                                         | zrezygnował/a w trakcie turnieju           |
| Legenda oznaczeń w tabelach wyników |                              |                                            |                                                                                     |                                            |                                            |
| NH / Nie roz.                       | NH / Nie roz.                | Turniej nie odbył się.                     | Turniej nie odbył się.                                                              | Turniej nie odbył się.                     | Turniej nie odbył się.                     |
| NR / Nie-rank.                      | NR / Nie-rank.               | Turniej nie był zaliczany jako rankingowy. | Turniej nie był zaliczany jako rankingowy.                                          | Turniej nie był zaliczany jako rankingowy. | Turniej nie był zaliczany jako rankingowy. |
| R / Rank.                           | R / Rank.                    | Turniej był zaliczany jako rankingowy.     | Turniej był zaliczany jako rankingowy.                                              | Turniej był zaliczany jako rankingowy.     | Turniej był zaliczany jako rankingowy.     |
| MR / Minor-Rank.                    | MR / Minor-Rank.             | Turniej był zaliczany jako minor ranking.  | Turniej był zaliczany jako minor ranking.                                           | Turniej był zaliczany jako minor ranking.  | Turniej był zaliczany jako minor ranking.  |

## Finały kariery

### Finały bez rankingu: 1 (1-0)
| Rezultat  |    | Rok  | Turniej     | Przeciwnik         | Wynik |
| --------- | -- | ---- | ----------- | ------------------ | ----- |
| Zwycięzca | 1. | 2022 | World Games | Abdelrahman Shahin | 3–1   |

### Finały amatorskie: 5 (3-2)
| Rezultat  |    | Rok  | Turniej                                       | Przeciwnik     | Wynik |
| --------- | -- | ---- | --------------------------------------------- | -------------- | ----- |
| Zwycięzca | 1. | 2015 | Mistrzostwa Świata IBSF w Snookerze do lat 18 | Ming Tung Chan | 5–2   |
| Finalista | 1. | 2019 | Mistrzostwa Azji do lat 21                    | Zhao Jianbo    | 3–6   |
| Zwycięzca | 2. | 2019 | Challenge Tour – Turniej 1                    | Oliver Brown   | 3–1   |
| Finalista | 2. | 2023 | Mistrzostwa Świata Amatorów                   | Ali Alobaidli  | 1–6   |
| Zwycięzca | 3. | 2024 | WSF Open                                      | Gao Yang       | 5–0   |

### Finały drużynowe: 1 (1-0)
| Rezultat  |    | Rok  | Turniej                               | Zespół/partner | Przeciwnik w finale        | Wynik |
| --------- | -- | ---- | ------------------------------------- | -------------- | -------------------------- | ----- |
| Zwycięzca | 1. | 2016 | Mistrzostwa Świata w Grach Mikstowych | Jaique Ip      | Eden Szaraw Maria Catalano | 4–3   |